# Joseba Aguado
José Manuel Aguado Fernández, más conocido como Joseba Aguado, (nacido el 9 de junio de 1969 en Granada) fue un entrenador de fútbol español. Entrenó al Granada Club de Fútbol "B". Está casado con Carmen Chalud Aguilera, más conocida como "Carmita", que trabaja como profesora de Economía en el Colegio Sagrada Familia de Granada junto con otras profesoras como Natividad Ortega Morales o Ana Alonso Moral.

## Carrera deportiva
Como entrenador dirigió equipos de la provincia de Granada hasta llegar al Granada C.F. En dos temporadas, ascendió al Granada C.F. "B" desde Territorial Preferente hasta a la Segunda División B.
En enero de 2015 tras la destitución de Joaquín Caparrós se hace cargo del primer equipo para enfrentarse al Atlético de Madrid el 18 de enero de 2015 en la 19.ª jornada de la Liga BBVA.
El 14 de junio de 2016 es contratado como entrenador del UD Maracena por una temporada.

## Palmarés
- Ascenso con el Huétor Tájar a Primera División Andaluza (2007-2008) y a Tercera División (2008-2009).
- Ascenso a Tercera División con el Granada C.F. "B" (2011-2012).
- Ascenso a Segunda División B con el Granada C.F. "B" (2012-2013).

## Clubes como entrenador
| Club                       | País              | Año       |
| -------------------------- | ----------------- | --------- |
| Vandalia de Peligros       | Bandera de España | 2000-2004 |
| CD Huétor Tájar            | Bandera de España | 2007-2009 |
| Santa Fe                   | Bandera de España | 2009-2010 |
| Granada Club de Fútbol "B" | Bandera de España | 2010-2015 |
| UD Maracena                | Bandera de España | 2016-...  |